# داش‌کسن پایین
داش‌کسن پایین (به لاتین: Aşağı Daşkəsən) منطقه‌ای مسکونی در جمهوری آذربایجان است که در شهرستان داش‌کسن واقع شده است. این روستا ۳۸۵ نفر جمعیت دارد.این منطقه پیش از مناقشه قره‌باغ دارای اکثریت جمعیت ارمنی‌ها بود که پس از درگیری‌ها به ارمنستان پناهنده شدند.